# Phyllanthus polyphyllus
Phyllanthus polyphyllus är en emblikaväxtart som beskrevs av Carl Ludwig von Willdenow. Phyllanthus polyphyllus ingår i släktet Phyllanthus och familjen emblikaväxter. Inga underarter finns listade i Catalogue of Life.